# Bernard Minier
Bernard Minier es un escritor francés de novela negra, nacido en Béziers el 26 de agosto de 1960.

## Biografía
Minier, hijo de madre española, pasó su infancia en  Montréjeau, al pie de los Pirineos. Estudió en Tarbes y Toulouse, y vivió un año en España. Actualmente, vive en el departamento de Essonne, en Isla de Francia.
Publicó su primera novela, Bajo el hielo (Glacé). en 2011, con la que tuvo un gran éxito. Ha sido traducida a una docena de idiomas, entre ellos el inglés.
Bajo el hielo pone en escena a Martin Servaz, comandante de la Brigada Criminal de la policía de Toulouse, muy humano y de gran cultura. Amante de la música de Gustav Mahler, cuyas sinfonías escucha frecuentemente, se ve obligado a resolver una serie de crímenes horrendos en una pequeña población de los Pirineos.
Su segunda novela, El círculo (Le Cercle), aparece en octubre de 2012 en francés, con el mismo protagonista. Transcurre en una pequeña ciudad universitaria de Mediodía-Pirineos.
La serie de libros del comandante Servaz continua con la publicación de No apagues la luz (N'éteins pas la lumière - 2014), Noche (Nuit - 2017) y Hermanas (Sœurs - 2018).
En 2015 publica en francés Una maldita historia (Une putain d’histoire), publicada en España en 2019, dando un respiro a su personaje Martin Servaz y explorando otras vertientes de la intriga.
En 2022 inicia una nueva serie protagonizada por la teniente de la UCO Lucía Guerrero.

## Obras publicadas
Serie del Comandante Martin Servaz
- Bajo el hielo (Roca Editorial, 2011; traducción de M.ª Dolors Gallart Iglesias) (Glacé, XO Éditions, 2011).
- El círculo (Roca Editorial, 2013; traducción de M.ª Dolors Gallart Iglesias) (Le Cercle, XO Éditions, 2012).
- No apagues la luz (Salamandra Black, 2015; traducción de M. Dolors Gallart Iglesias) (N'éteins pas la lumière, XO Éditions, 2014).
- Noche (Salamandra Black, 2018; traducción de Mª Dolors Gallart Iglesias) (Nuit, XO Éditions, 2017).
- Hermanas (Salamandra Black, 2022; traducción de Mª Dolors Gallart Iglesias) (Soeurs, XO Éditions, 2018).
- El valle (Salamandra Black, 2024; traducción de Mª Dolors Gallart Iglesias) (Vallée, XO Éditions, 2020).
- La Chasse (XO éditions, 2021).
- Un oeil dans la nuit  (XO éditions, 2023).

Serie de la teniente Lucía Guerrero
- Lucía (Ed. Salamandra, 2023; traducción de Mª Dolors Gallart Iglesias) (Lucia, XO éditions, 2022)
- Olvidadas (Ed. Salamandra, 2025; traducción de Mª Dolors Gallart Iglesias) (Les effacées, XO éditions, 2024)

Otras novelas
- Una maldita historia (Ed. Salamandra, 2019; traducción de M.ª Dolors Gallart Iglesias  (Une putain d’histoire, XO Éditions, 2015).
- M, le bord de l'abîme (XO éditions, 2019).